# Gregorio Zappalà

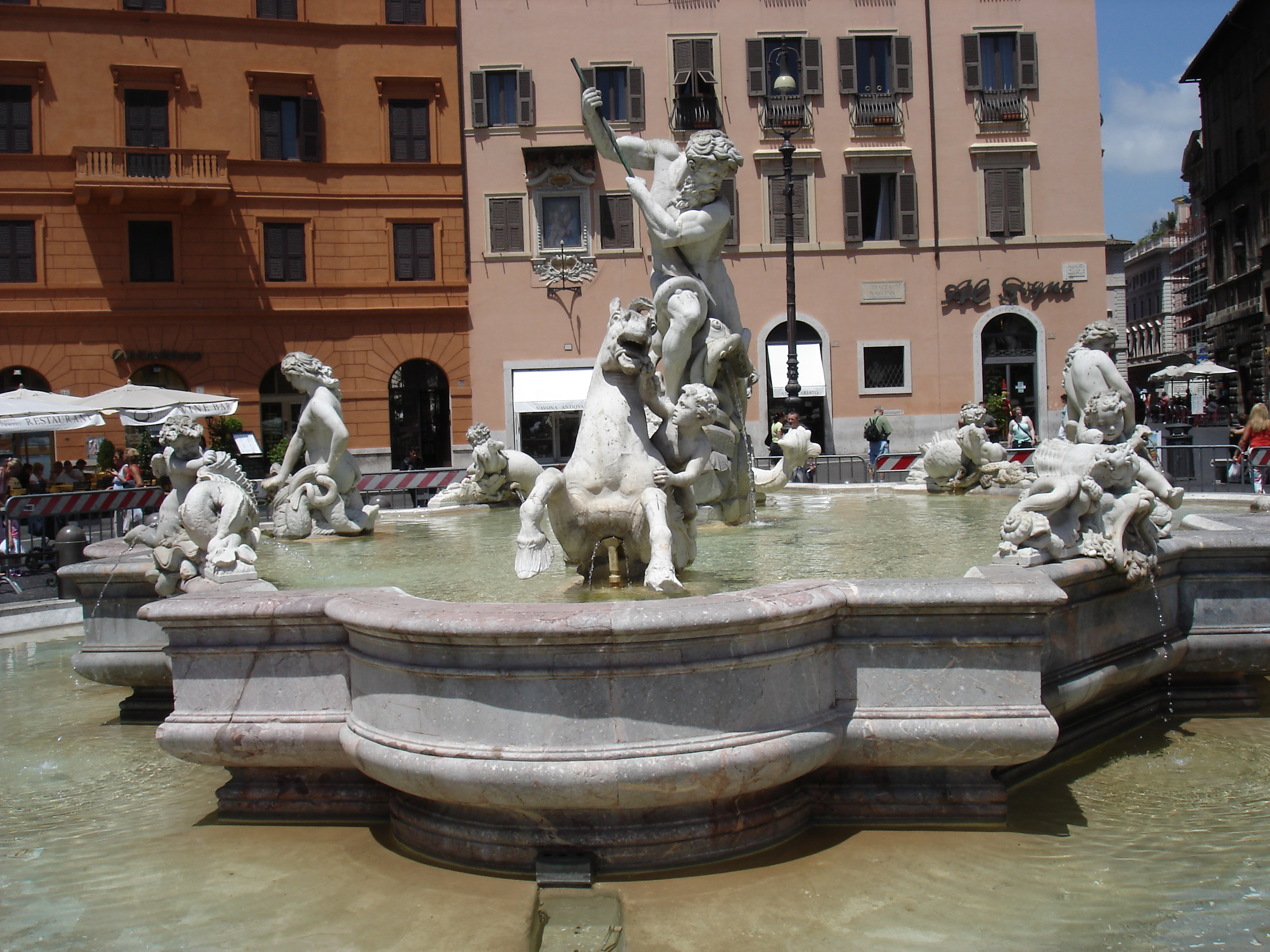
Gregorio Zappalà realizzò i putti e i cavalli marini per la Fontana del Nettuno.

Gregorio Zappalà (Siracusa, 13 dicembre 1833 – Messina, 28 dicembre 1908) è stato uno scultore italiano.

## Biografia
Figlio di un fonditore, seguì dapprincipio il mestiere paterno. Si diede poi alla pittura, quindi al cesello ed all'intaglio.
Nel 1860 si trasferì a Messina e iniziò a studiare prima disegno e poi soprattutto scultura presso l'università peloritana. Perfezionò la propria formazione di disegno presso le botteghe di Subba e Panebianco a Messina. L'anno successivo, scolpì, per commissione del Comune, il busto del generale Cialdini. Ottenne quindi dal Municipio messinese una pensione per recarsi a Roma, dove studiò scultura per tre anni, e fu insignito cavaliere della Corona d'Italia.
Realizzò gli otto gruppi della Fontana del Nettuno a Piazza Navona e la statua di San Pietro sulla Basilica di San Paolo fuori le mura a Roma. 
A Messina realizzò la copia del Nettuno dell'omonima fontana del Montorsoli; pregevoli i busti di Giuseppe Garibaldi, Re Vittorio Emanuele II e Giuseppe Verdi; eseguì i gruppi in studio di Sant'Antonio di Padova e della Sacra Famiglia della Chiesa di Santa Maria degli Angeli di Messina.
Numerose sono le sue opere nel Gran Camposanto.
Fu il maestro dello scultore siracusano Luciano Campisi.
In tarda età dovette sopportare il lutto per la morte del giovane figlio Giuseppe (1885-1903). 
Morì sotto le macerie del tragico terremoto del 1908 che colpì Messina.

## Opere
- Monumento funerario - sarcofago e mezzobusto - manufatti marmorei commissionati per Corrado Arezzo de Spuches di Donnafugata, opere presenti nella Cappella degli Arezzo di Donnafugata della chiesa di San Francesco all'Immacolata di Ragusa.